# 李郃
李郃（808年—873年），字子玄，號西貞，下灌鄉人，唐代官员。

## 生平
自幼刻苦攻讀，精經史，擅詩文。大和二年（828年）举贤良方正，至长安赴考。廷试作《观民风赋》和《求友诗》，文宗面试，擢进士第一。授河南府参军。大和四年（830年），升贺州刺史，與妓人葉茂連江行，發明葉子戲。晚年歸乡，寄情山水。今有狀元樓位於寧遠縣灣井鎮下灌村。著有《骰子彩選格》和《李賀州集》。